# Annabelle: Creation
Annabelle: Creation és una pel·lícula estatunidenca de terror sobrenatural, dirigida per David F. Sandberg, escrita per Gary Dauberman, i produïda per Peter Safran i James Wan. És una preqüela de la pel·lícula Annabelle de 2014 i la quarta entrega en l'univers de L'expedient Warren. És protagonitzada per Stephanie Sigman, Talitha Bateman, en els papers de la germana Charlotte i Janice respectivament, Anthony LaPaglia, i Miranda Otto. La pel·lícula parla de l'origen de la nina posseïda Annabelle. La pel·lícula està doblada i subtitulada al català.
El director de Lights Out, David F. Sandberg, va reemplaçar Leonetti com a director; amb Dauberman tornant per a escriure el guió, i amb Safran i Wan tornant a produir. El rodatge va començar el 27 de juny de 2016, a Los Angeles, Califòrnia, i va acabar el 15 d'agost de 2016.

## Seqüela
L'abril de 2018 Warner Bros. va anunciar el 3 de juliol de 2019 com la data d'estrena d'un nou títol de la saga The Conjuring. Més tard eixe mes, va ser anunciat que seria la tercera pel·lícula Annabelle, amb Gary Dauberman havent signat per a escriure i dirigir en el que seria el seu debut com a director. James Wan i Peter Safran van coproduir el projecte. El maig de 2019 la data d'estrena de la pel·lícula canviaria a 26 de juny de 2019.